# Hypsiboas lanciformis
La rana lanceolada común (Hypsiboas lanciformis) es una especie de anfibios de la familia Hylidae.
Habita en Bolivia, Brasil, Colombia, Ecuador, Perú y Venezuela.
Sus hábitats naturales incluyen bosques tropicales o subtropicales secos y a baja altitud, pantanos tropicales o subtropicales, ríos, lagos de agua dulce, marismas de agua dulce, corrientes intermitentes de agua, jardines rurales y zonas previamente boscosas ahora muy degradadas.